# The Underground Railroad (Fernsehserie)
The Underground Railroad ist eine zehn Folgen umfassende Miniserie von Barry Jenkins über die gleichnamige Untergrundgruppierung von Sklaverei-Gegnern und basiert auf dem gleichnamigen Bestseller von Colson Whitehead. Die Serie wurde am 14. Mai 2021 in das Programm von Amazon Prime Video aufgenommen. In den Hauptrollen sind Thuso Mbedu als die Sklavin Cora und Joel Edgerton als der Kopfgeldjäger Ridgeway, der sie verfolgt, zu sehen.

## Handlung
Cora ist Sklavin auf einer Baumwollplantage im Antebellum South in Georgia. Das Leben hier ist grausam. Nachdem sie mit ansehen musste, wie ihr Besitzer einen der anderen Sklaven zur Unterhaltung der Gäste bei lebendigem Leib verbrennen lässt, will sie weg von dort. Caesar, ein Neuankömmling aus Virginia, hat Cora von der „Underground Railroad“ erzählt, und so beschließt sie, ein großes Risiko einzugehen und gemeinsam mit ihm zu fliehen.
Die „Underground Railroad“ ist in der Serie keine Metapher, denn eine Untergrundbewegung hat im Geheimen im Süden ein Netz von Gleisen und Tunneln errichtet. Auf einer ständigen Flucht über South Carolina, North Carolina und Tennessee Richtung Norden wird Cora von dem Kopfgeldjäger Ridgeway verfolgt. Dieser hat es nicht verarbeiten können, dass ihrer Mutter Mabel einst die Flucht gelang, als Cora noch ein Kind war. Er sieht dies als Verletzung seiner Ehre als Sklavenjäger. Begleitet wird er von Homer, einem Sklavenjungen, der ihn als Freund sieht und ihm loyal ergeben ist.

## Figuren

### Hauptfiguren
| Schauspieler    | Bild          | Rolle                                | Hauptrolle (Folgen)                 | Synchronsprecher | Rollenbeschreibung                                             |
| --------------- | ------------- | ------------------------------------ | ----------------------------------- | ---------------- | -------------------------------------------------------------- |
| Thuso Mbedu     | Thuso Mbedu   | Cora Randall                         | 1.01 – 1.03 1.05 – 1.06 1.08 – 1.10 |                  | eine Sklavin im Antebellum South, die sich nach Freiheit sehnt |
| Joel Edgerton   | Joel Edgerton | Arnold Ridgeway                      | 1.01 – 1.03 1.05 – 1.06 1.08 – 1.09 | Martin Kautz     | ein berühmt-berüchtigter Kopfgeldjäger, der Cora verfolgt      |
| Fred Hechinger  |               | Ridgeway als Junge / als junger Mann | 1.04                                |                  |                                                                |
| Chase W. Dillon |               | Homer                                | 1.01 – 1.03 1.05 – 1.06 1.08 – 1.09 |                  | ein Sklavenjunge und Ridgeways loyaler Handlanger              |

### Nebenfiguren
- Peter Mullan: Ridgeway Senior
- Jeff Pope:  Connelly
- Aaron Pierre: Caesar, der Sklave, der gemeinsam mit Cora flieht
- Amber Gray: Gloria Valentine
- Megan Boone: Miss Lucy
- Will Poulter: Sam
- William Jackson: Royal, ein freier Sklave[4]
- Kraig Dane: Boseman
- Sheila Atim: Mabel, Coras Mutter, die floh, als sie 10 Jahre alt war
- Lucius Baston: Prideful
- Kylee D. Allen: Molly
- Mychal-Bella Bowman: Grace, ein Mädchen auf dem Dachboden[5]
- Damon Herriman: Martin, ein Abolitionist aus North Carolina[6]
- Lily Rabe: Ethel, Martins Ehefrau[6]
- David Wilson Barnes: Jamison
- Lucy Faust: Fiona
- Trevor David: Samson
- Marcus Gladney Jr.: Ellis
- Benjamin Walker: Terrance Randall, Coras „Master“ in Georgia[4]
- Calvin Leon Smith: Jasper, ein Gefangener im Hungerstreik[5]
- Peter De Jersey: John Valentine
- Chukwudi Iwuji: Mingo, ein freier Sklave[5]
- Deja Dee: Sybil
- Luray Cooper: Jockey
- Kara Flowers: Georgina
- Owen Harn: Chandler
- Monique Grant: Agnes
- Sherry Richards: Ruth
- Cullen Moss: Richter Smith
- Donald Elise Watkins: Rumsey Brooks
- Elijah Everett: Big Anthony, ein Sklave, der nach einem Fluchtversuch gefoltert und verbrannt wird

Die deutsche Synchronisation entstand nach einem Dialogbuch von Tobias Neumann und der Dialogregie von Ralph Beckmann im Auftrag der Arena Synchron GmbH, Berlin.

## Literarische Vorlage
„Der Grenze der Plantage zu entkommen hieß, den Grundprinzipien der eigenen Existenz zu entkommen: unmöglich. Es war ihre Großmutter, die an jenem Sonntagabend aus Cora sprach, als Caesar von der Underground Railroad redete und sie nein sagte. Drei Wochen später sagte sie ja. Diesmal sprach ihre Mutter aus ihr.“

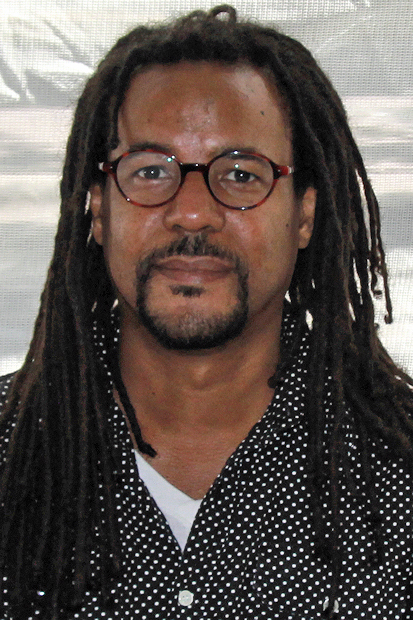
Die Serie basiert auf dem Roman Underground Railroad von Colson Whitehead

Die Serie basiert auf dem Roman The Underground Railroad von Colson Whitehead, der im August 2016 veröffentlicht wurde. Der 1969 in New York geborene Autor studierte an der Harvard University und arbeitete für die New York Times, Harper’s und Granta. Im Sommer 2017 erschien der Roman unter dem Titel Underground Railroad in einer deutschen Übersetzung von Nikolaus Stingl bei Hanser.
Whiteheads Roman wurde mit dem Pulitzer-Preis und dem National Book Award ausgezeichnet und befand sich 32 Wochen auf der Bestsellerliste der New York Times. Er nimmt den Eisenbahner-Code der Underground Railroad in seinem Buch wörtlich und erdachte echte Züge und ein unter den Südstaaten der USA existierendes, weitverzweigtes Schienennetz mit unterirdischen Bahnhöfen, deren Eingänge sich gut getarnt in unscheinbaren Scheunen oder auch in einem Minenstollen befinden, wobei Züge die Geflohenen in Richtung Norden transportieren. Eine ironische Pointe, die Whitehead in seinem Roman auf die Frage nach den Erbauern dieses Netzes verwendet, lautet: „Ihr wisst doch, wer in diesem Land die Arbeit macht.“ Im Roman stößt eine junge Sklavin namens Cora in der ersten Hälfte des 19. Jahrhunderts auf die Underground Railroad, die ihr und ihrem Mitsklaven Caesar zur Flucht in den Norden verhilft. Von Georgia aus beginnt eine Odyssee durch South Carolina, North Carolina, Tennessee und Indiana.
Whitehead eröffnet seinen Roman mit der Episode Ajarry. Darin schildert er, wie Mabel, die Tochter der Sklavin Ajarry, auf der Plantage zur Legende wird, weil ihr ein Fluchtversuch gelingt und selbst der berühmt-berüchtigte Sklavenjäger Ridgeway sie nicht aufzuspüren vermag. Mabels Tochter Cora folgt später ihrem Beispiel, um diesem Universum aus Unmenschlichkeit, Ungerechtigkeit und Gewalt zu entkommen. Whitehead betonte wiederholt, er habe keinen historischen Roman schreiben wollen. Es sei ihm nicht um die Fakten gegangen, sondern um die Wahrheit. Da er für seinen Roman einen profunden und soliden historischen Unterbau benötigte, recherchierte er vor allem in den „Slave Narratives“, zeitgenössischen Erfahrungsberichten der Sklaven.

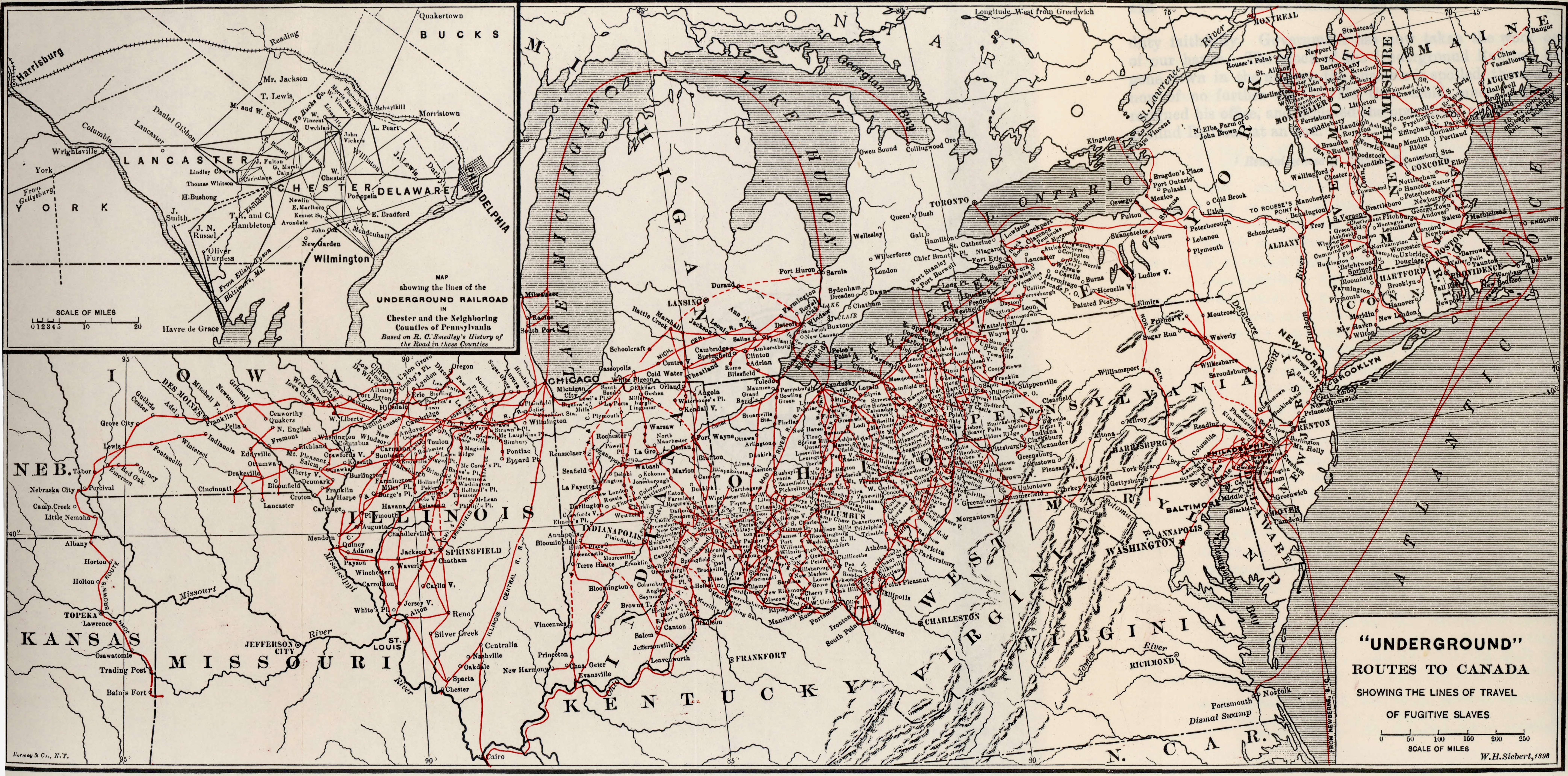
Die Underground Railroad war ein Schleusernetzwerk, das für versklavte Afroamerikaner die Flucht aus den Südstaaten der USA organisierte

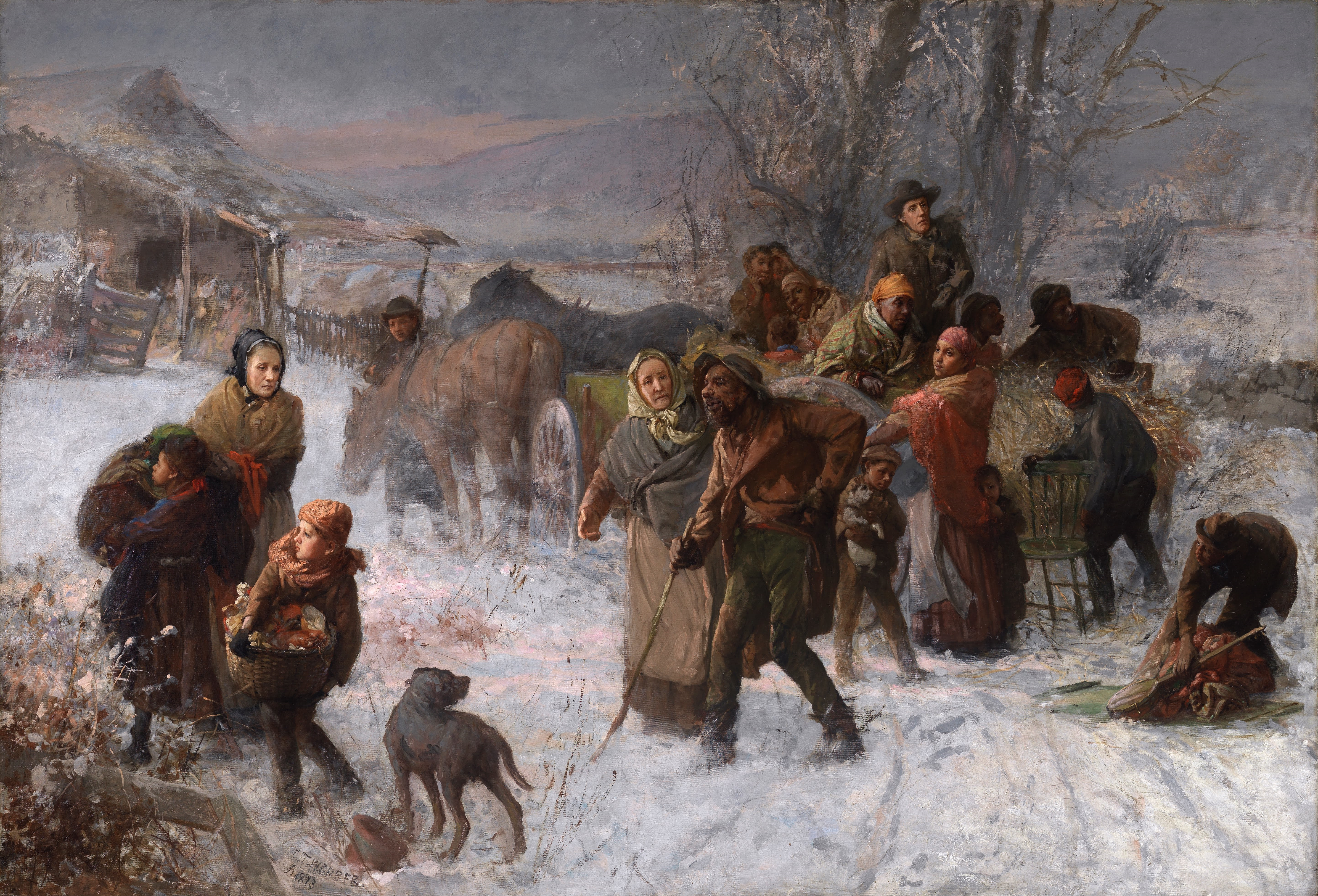
Sie wurden von Helfern oftmals mittels Pferdewagen von den Plantagen geschafft. Im Roman werden daraus echte Züge

Die Welt, die Whitehead seine Protagonistin mit der Eisenbahn bereisen lässt, ist keineswegs nur positiv gestaltet. Bei jedem Halt muss sie andere schreckliche Beobachtungen machen, ob im futuristisch anmutenden South Carolina, wo die Regierung unter dem Deckmantel des „Negro Uplift“ eugenische Experimente an ehemaligen Sklaven durchführt oder in North Carolina, wo ein brutales, segregationistisches und nationalsozialistisches Regime die Macht übernommen hat.
Gabriele von Arnim von Deutschlandfunk Kultur schreibt über das Ergebnis, bei Whitehead werde aus dem Netzwerk eine unterirdische Eisenbahn, eine fantastisch stampfende Fluchtmaschine, die unsichtbar im Dunkel der Erde ihre verzweifelte Fracht befördert. Der historische Roman sei hochaktuell, da sich der heutige Rassismus, der sich über Generationen ins Erbgut der weißen wie der schwarzen Amerikaner eingeschrieben hat, nur vor dem Hintergrund der Sklaverei wirklich verstehen lasse.
Christoph Schröder schreibt in der Frankfurter Rundschau, Underground Railroad sei kein Roman, der erziehen oder aufrütteln wolle, und den explizit pädagogischen Ansatz habe er nicht nötig: „Die Geschichte spricht für sich; die Einzelbilder sprechen für sich. Es gibt Szenen von höchster Grausamkeit und Brutalität in diesem Roman.“ Trotzdem sei Underground Railroad ein lehr-, vor allem aber ein erkenntnisreiches und ungemein spannendes Buch und große Literatur, die ins Jetzt hineinragt: „Wer verstehen will, wie es zu Auswüchsen wie jüngst in Charlottesville kommen konnte, greife zu diesem Buch.“

## Die Underground Railroad
Die Underground Railroad war ein aus Gegnern der Sklaverei bestehendes informelles Schleusernetzwerk und gleichzeitig ein Codeword, das für Sklaven die Flucht aus den Südstaaten der USA in die sichereren Nordstaaten oder in die Provinz Kanada organisierte. Über geheime Routen, verschlüsselter Kommunikation und mit Unterstützung von Fluchthelfern, darunter auch viele Weiße, gelang es, zwischen 1810 und 1850 etwa 100.000 von ihnen zu befreien. So wurden Botschaften beispielsweise durch Gesänge verschlüsselt und die Sklaven meist in den Nachtstunden von der Plantage ihrer Besitzer weggebracht. Als Transportmittel wurden unter anderem Pferdewagen mit doppelten Boden eingesetzt. Als Zwischenstationen boten ihnen teils bewohnte, teils verlassene Häuser und Scheunen Schutz. In manchen Fällen verfügten diese Häuser über Geheimgänge oder getarnte Kammern hinter Möbelstücken oder falschen Tapetenwänden.

## Produktion

### Regie, Besetzung und Adaption
Der Oscar-Preisträger Barry Jenkins adaptierte Whiteheads Roman als Serie für den Streamingdienst Amazon und führt auch bei allen Folgen Regie. Nach eigenen Aussagen hatte er sich als Kind immer eine echte unterirdische Bahnverbindung vorgestellt, als er zum ersten Mal von der Underground Railroad hörte. Er stellte sich schwarze Männer und Frauen vor, die all dies im Antebellum America unter der Erde bauten und so Sklaven von den Plantagen des Südens in die Freiheit im Norden brachten. Es habe ihn damals mit einem gewissen Stolz erfüllt, schwarz zu sein. Als er erfuhr, dass es sich lediglich um eine Metapher für das informelle Netz geheimer Routen und Safehouses handelte, sei dies eine Erkenntnis gewesen, als wenn man erfährt, „dass der Weihnachtsmann und die Zahnfee nicht real sind.“
Selbst die Hauptdarsteller Thuso Mbedu in der Rolle der Sklavin Cora, Chase Dillon in der Rolle des Sklavenjungen Homer und Joel Edgerton als dessen Boss Ridgeway sind nicht in allen zehn Folgen zu sehen, wobei Fred Hechinger Ridgeway als jungen Mann spielt. Den anderen Figuren begegnet der Zuschauer nur in zwei oder drei Kapiteln, sprich Folgen. Der in London geborene Schauspieler Aaron Pierre, der in drei Folgen in der Rolle von Caesar zu sehen ist, wurde von Jenkins bei einer Aufführung von Othello im Globe Theatre im Jahr 2018 entdeckt, wo dieser gemeinsam mit André Holland auf der Bühne stand.
Jenkins orientierte sich bei der Adaption an der episodischen Struktur von Whiteheads Roman, die sich bestens eignet für ein „serielles Erzählen“, nahm sich jedoch auch Freiheiten bei Details der Handlung, hinsichtlich der Länge bei der Übertragung der Kapitel ins Filmische und bei der Figurenentwicklung. So wird Coras Gegenspieler Ridgeway im Roman nur wenig beleuchtet, in der Serie wurden die Figur und ihr biografischer Hintergrund stark ausgebaut. Während Whitehead die Jugendzeit Ridgeways lediglich knapp skizziert, holt Jenkins zu einer Gegenerzählung aus und zeigt diesen beispielsweise in Chapter 4: The Great Spirit als Jugendlichen in Tennessee, der es nicht ertragen kann, dass sein Vater mehr Zuneigung für den jungen Schwarzen Mack aufbringt als für seinen leiblichen Sohn. Während Ridgeway senior im Buch nur kurz umrissen wird, trägt in der Serie Züge des alttestamentarischen Gottvaters, sein Sohn hingegen wird zum verschmähten Kain, der Abel in der Gestalt von Mack, den Jenkins eigens für die Serie schuf, in einem zynischen Experiment dazu überredet, in einen Brunnen zu springen. Während der Sklavenfänger Ridgeway im Buch lediglich als Chiffre fungiert, als ein Mann, der einfach vom „amerikanischen Imperativ“ getrieben wird, ist er in der Serie mit einer Hintergrundgeschichte ausgestattet, mit einem Vorleben als junger Mann und einem schwierigen Verhältnis zu seinem Vater. Über die Gestaltung dieser Rolle sagte Jenkins, er habe keine Bedenken gehabt, dessen Menschlichkeit anzuerkennen, auch wenn er schreckliche Dinge getan hat, und er vertraue darauf, dass der Zuschauer verstehe, dass er damit Ridgeways Untaten nicht rechtfertige. Alles werde schrecklicher, wenn man sieht, dass diese Person einst ein Mensch war. Was Serie und Vorlage zudem unterscheidet, ist der Grad an Pathos des Schmerzes, den sich Autor respektive Filmemacher erlauben. Whitehead hatte schon aufgrund des Wechsels zwischen realistischen und fantastischen Erzählebenen in seinem Buch auf einen gewissen Pathos verzichten können.
Trotz der Aufteilung entsprechend der Chronologie des Buches erzählen die meisten der zehn Folgen Geschichten, die eigenständig funktionieren. Diesen Versuch hatte Jenkins bereits in Moonlight unternommen, der aus drei Kurzfilmen zusammengesetzt scheint, die für sich selbst stehen und dennoch ein zusammenhängendes Ganzes bilden.

### Produktionsunternehmen und Dreharbeiten

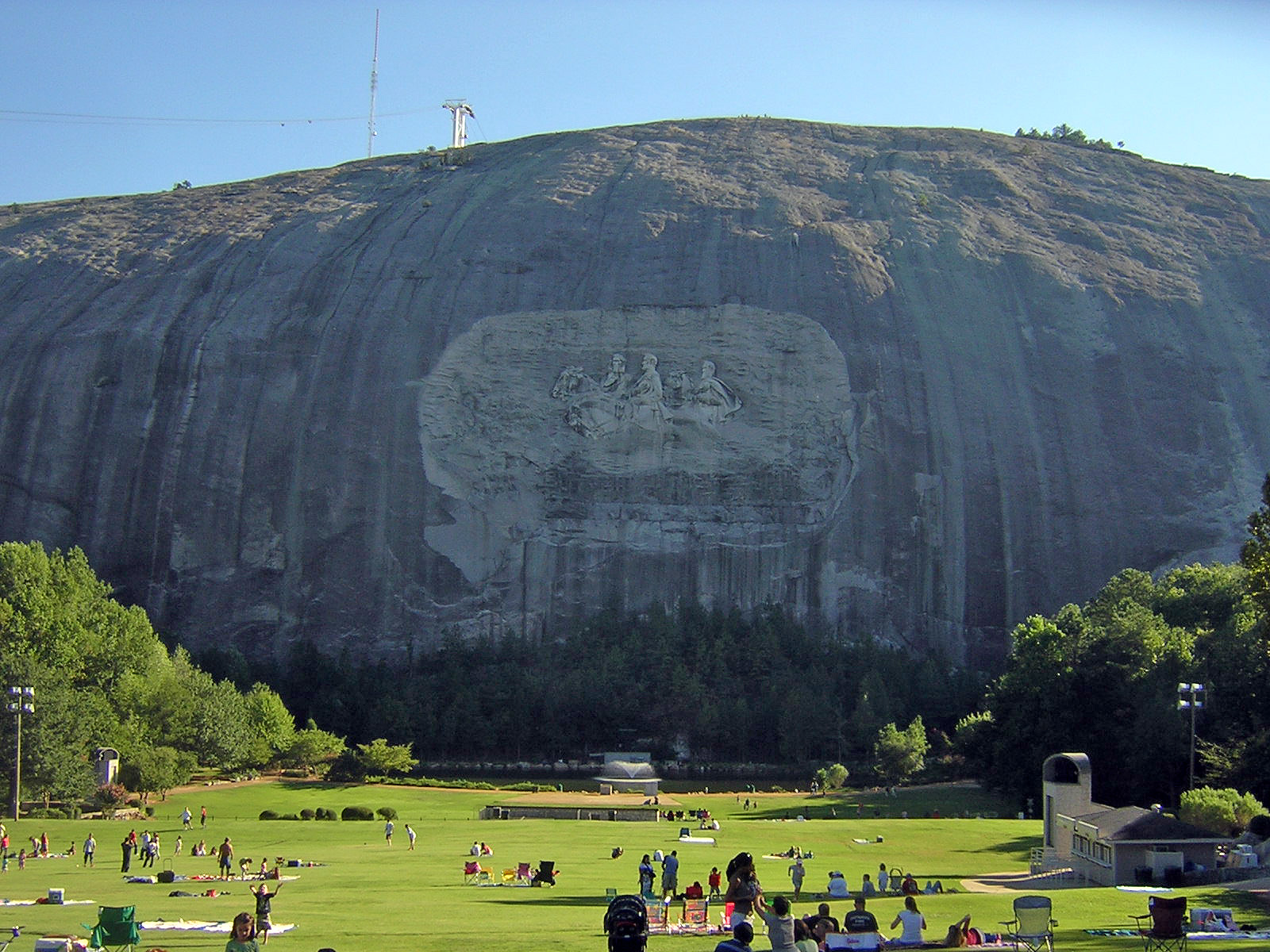
Der Granitfelsen in Stone Mountain mit den drei Konföderierten

Produziert wurde die Serie von Pastel, einem von Jenkins selbst mitfinanzierten Unternehmen, und von Plan B, einer Firma von Brad Pitt, der bereits an Jenkins' Film Moonlight sowie an der Produktion des Dramas 12 Years a Slave mitgewirkt hatte.
Anfänglich fanden die Dreharbeiten in Georgia statt. Da es Jenkins wichtig war, mit echten Bahngleisen, Zügen und Tunneln zu drehen, ohne den Einsatz von CGI, drehten sie in einem Eisenbahnmuseum in Savannah, in dem man eine entsprechende Kulisse nachbaute. Eine Szene, in der ein Zugang der Underground Railroad gezeigt wird, wurde in Stone Mountain in Georgia gedreht. Als ein dort zu findendes Relief an einem Granitfelsen, das drei Persönlichkeiten der Konföderierten Staaten von Amerika zeigt, Präsident Jefferson Davis und die Generäle Thomas „Stonewall“ Jackson und Robert E. Lee, im Jahr 1970 fertiggestellt wurde, erlebte der Ort einen starken touristischen Aufschwung. Insgesamt drehte man an 116 Tagen. Kurz vor dem eigentlichen Ende der Dreharbeiten mussten diese im März 2020 aufgrund des Corona-Lockdowns unterbrochen werden. Die letzten vier Drehtage erfolgten schließlich Ende September 2020. Wie bei Moonlight und If Beale Street Could Talk arbeitete Jenkins für die Serie wieder mit dem Kameramann James Laxton zusammen.

### Musik und Veröffentlichung
Die Musik für die Serie wurde von Nicholas Britell komponiert, der wie Laxton für Jenkins bei Moonlight und If Beale Street Could Talk tätig war. Das Soundtrack-Album Volume I mit insgesamt 25 Musikstücken wurde zum Serienstart von Lakeshore Records als Download veröffentlicht. Volume 2 und 3 mit jeweils 26 Musikstücken folgten am 28. Mai 2021.
Ende Januar 2021 wurde ein Teaser mit dem Titel In Aeternum vorgestellt, Latein für „ewig“. Ende Februar 2021 folgte ein erster Trailer. Am 14. Mai 2021 nahm Amazon Prime Video die Serie in das Programm auf. Die erste und bislang einzige geplante Staffel umfasst zehn Folgen. Die erste Folge trägt wie das erste Kapitel der Romanvorlage den Titel Georgia.

### Begleitender Kurzfilm
Am 11. Mai 2021, wenige Tage vor dem Serienstart, veröffentlichte Jenkins bei Vimeo einen begleitenden Kurzfilm mit dem Titel The Gaze (englisch für „Der Blick“). Der 52-minütige Film mit rund 100 Nebendarstellern und Statisten aus der Serie ist nach Aussage Jenkins' nicht als Folge dieser gedacht, sondern ist ein hiervon inspiriertes Projekt.

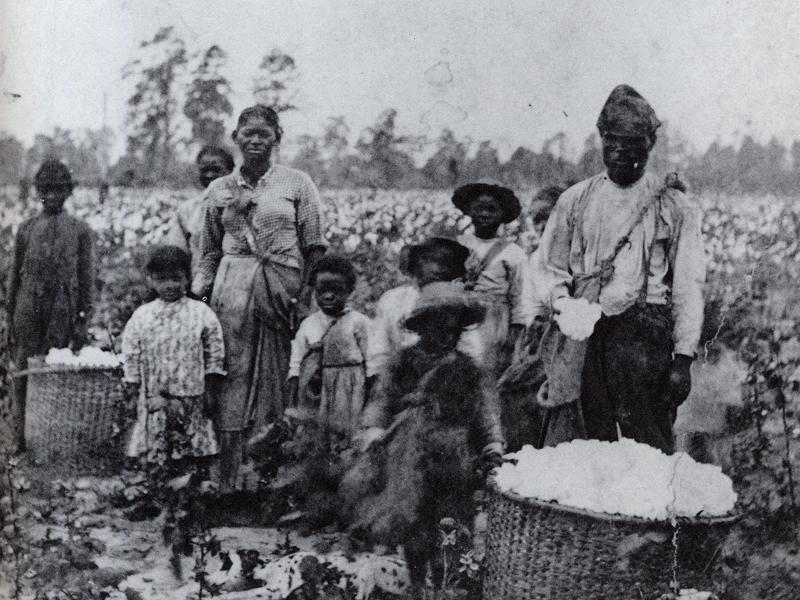
Wie auf diesem Foto blicken die Menschen in The Gaze direkt in die Kamera

In langen Einstellungen werden fast ausschließlich Schwarze gezeigt, die einfach still dastehen, mal alleine, mal als Paar oder kleinere oder größere Gruppe. Meist blicken sie direkt in die Kamera. Diese zoomt nah an ihre Gesichter heran, teils sind die Menschen zuvor noch unscharf zu sehen, beobachtet sie kurz und weicht dann zurück. Die im Hintergrund zu sehenden Menschen sind mit alltäglichen Dingen beschäftigt, beim Herumlaufen vor ihren Hütten oder bei der Arbeit auf den Baumwollplantagen, teils aber auch vor eindeutigen Filmkulissen in vornehmer Kleidung oder futurischer Arbeitskleidung. Anfänglich werden die Menschen ausschließlich unter freiem Himmel gezeigt, ab der Mitte des Films auch in Gebäuden, wobei ein Herrenhaus äußerst spärlich beleuchtet ist. Der Film kommt ohne Dialog oder Untertitel aus. Unterlegt ist er durchgängig von Musik, die ebenfalls von Nicholas Britell beigesteuert wurde.
Jenkins wurde für den Film von Gemälden von Kerry James Marshall inspiriert, einem afroamerikanischen Maler, insbesondere von seinem Porträt des afroamerikanischen Künstlers Scipio Moorhead. Hierfür verwendete Marshall ein Selbstporträt von Moorhead als Vorlage, auf dem dieser den Betrachter direkt anblickt.

## Episoden
| Nr. | Deutscher Titel     | Originaltitel        | Erstausstrahlung USA | Deutschsprachige Erstausstrahlung (—) | Regie         | Drehbuch                             |
| --- | ------------------- | -------------------- | -------------------- | ------------------------------------- | ------------- | ------------------------------------ |
| 1 | Georgia             | Georgia              | 14. Mai 2021         | 14. Mai 2021                          | Barry Jenkins | Barry Jenkins                        |
| Cora ist Sklavin auf einer Baumwollplantage im Antebellum South in Georgia. Das Leben hier ist grausam. Nachdem James Randall stirbt, der seinen Sklaven gewisse Freiheiten ließ, übernimmt sein Bruder das Anwesen. Als dieser einen Sklaven zur Unterhaltung seiner Gäste bei lebendigem Leib verbrennen lässt, beschließt sie, mit Caesar, einem Neuankömmling aus Virginia, der ihr von der „Underground Railroad“ erzählt hat, in den Norden zu fliehen. Cora hat nur ein Beil und die Okra-Samen mitgenommen, die ihre Mutter ihr hinterlassen hat. Auf der Flucht vor ihren Häschern tötet sie einen Jungen und wird von nun an nicht nur als entflohene Sklavin, sondern auch als Mörderin gesucht. Doch die „Underground Railroad“ ist keine bloße Metapher, denn eine Untergrundbewegung hat im Geheimen im Süden ein Netz von unterirdischen Gleisen und Tunneln errichtet. Als sie eine Station erreichen, werden sie bereits von einem weißen Bahnhofsleiter erwartet. Schlusslied: B.O.B. (Bombs Over Baghdad) von OutKast aus dem Album Stankonia |                     |                      |                      |                                       |               |                                      |
| 2 | South Carolina      | South Carolina       | 14. Mai 2021         | 14. Mai 2021                          | Barry Jenkins | Jacqueline Hoyt und Nathan C. Parker |
| Als Cora und Caesar in Griffin in South Carolina ankommen, scheint diese Stadt äußerst fortschrittlich zu sein. Ein Ort, an dem Schwarze und Weiße in Harmonie miteinander leben. Sie werden von einer vermeintlich wohltätigen Institution aufgenommen – Cora geht in die Schule und Caesar erhält eine Anstellung. Doch heimlich werden in Griffin eugenische Experimente an Schwarzen durchgeführt. Unterdessen hat der Kopfgeldjäger Arnold Ridgeway die Jagd auf Cora aufgenommen. Ridgeway hat es nie verwunden, dass Coras Mutter Mabel einst (als Cora noch ein Kind war) die Flucht gelang. Er sieht darin eine Verletzung seiner Ehre als Sklavenjäger. Begleitet wird er von Homer, einem Sklavenjungen, der ihn als Freund sieht und ihm loyal ergeben ist. Schlusslied: Runnin’ von The Pharcyde aus dem Album Labcabincalifornia |                     |                      |                      |                                       |               |                                      |
| 3 | North Carolina      | North Carolina       | 14. Mai 2021         | 14. Mai 2021                          | Barry Jenkins | Allison Davis                        |
| Als Cora eine verlassene Station in North Carolina erreicht, rettet sie der Abolitionist Martin. Er und seine Frau Ethel verstecken sie auf dem Dachboden ihres Hauses in einer Kleinstadt. Hier sind, wie im gesamten Bundesstaat, Schwarze einfach verboten, egal ob Sklaven oder Freie. Erwischt man sie, werden sie zur Abschreckung gehängt. Hier versteckt sich auch das Mädchen Grace. Martin sprengt den Zugang zur Station der Underground Railroad, kurz bevor Ridgeway mit Homer in der Stadt eintrifft. Als Ridgeway Martins Haus verdächtig scheint, stellt sich Cora ihm. Das Haus wird in Brand gesteckt, Ethel wird gelyncht, Martin wird von Ridgeway erschossen, als der Sklavenjäger entdeckt, dass der Zugang zur Station zerstört ist. Schlusslied: Wholy Holy von Marvin Gaye aus dem Album What’s Going On |                     |                      |                      |                                       |               |                                      |
| 4 | Der Große Geist     | The Great Spirit     | 14. Mai 2021         | 14. Mai 2021                          | Barry Jenkins | Adrienne Rush                        |
| Diese Episode erzählt von der Jugend Ridgeways. Sein Vater betreibt im Stil eines Patriarchen eine Schmiede, in der er ausschließlich freigelassene Sklaven und frei Geborene beschäftigt. Dies ist seinen Nachbarn ein Dorn im Auge. Ridgeway sen. ist getragen von seinem Glauben an den „Großen Geist“. Sein Sohn Arnold fühlt sich gegenüber dem Negerjungen Mack zurückgesetzt. Er verführt Mack, in einen Brunnen zu springen, wobei dieser verkrüppelt wird. Arnold hilft einer Gruppe von Sklavenjägern, einen entflohenen Sklaven zu finden. Als er einen Anteil am Kopfgeld erhält, hat er sein Talent zur Menschenjagd entdeckt. Schlusslied: I Want to Be Ready von Kool Blues |                     |                      |                      |                                       |               |                                      |
| 5 | Tennessee – Exodus  | Tennessee – Exodus   | 14. Mai 2021         | 14. Mai 2021                          | Barry Jenkins | Nathan C. Parker                     |
| Ridgeway zieht mit seinen Gehilfen Homer und Boseman, sowie Cora und einem zweiten Gefangenen namens Jasper durch das von Waldbränden zerstörte Tennessee. Nahrung ist knapp und kaum aufzutreiben. Jasper befindet sich im Hungerstreik. Bei einem Vergewaltigungsversuch öffnet Boseman Coras Fußfesseln. Als Cora einen Fluchtversuch unternimmt, entdeckt Ridgeway Bosemans Verfehlung und erschießt diesen. Daraufhin will Cora sich in einem Fluss ertränken, doch Ridgeway rettet sie in letzter Sekunde. Als Jasper stirbt, lassen die drei Überlebenden seine Leiche liegen und ziehen weiter. Der Titel nimmt Bezug auf den biblischen Exodus. Schlusslied: Down by the Riverside von Calvin Leon Smith |                     |                      |                      |                                       |               |                                      |
| 6 | Tennessee – Sprüche | Tennessee – Proverbs | 14. Mai 2021         | 14. Mai 2021                          | Barry Jenkins | Nathan C. Parker und Barry Jenkins   |
| Ridgeway macht mit seiner Gefangenen einen Abstecher zur Farm seines Vaters, um ihm die letzte Ehrerbietung zu erweisen. Mack ist inzwischen der Verwalter des Anwesens und kümmert sich um den sterbenden Mann. Dort erzählt Ridgeway Cora von Caesars Gefangennahme und dem Lynchmord an ihm in South Carolina. Beim Besuch eines Gasthauses trifft sie den Schwarzen Royal, der Mitglied einer Gruppierung der Underground Railroad ist. Die Männer dringen in Ridgeways Haus ein und fesseln den Kopfgeldjäger mit Handschellen an sein Bett. Mack verhindert seine Ermordung mit dem Hinweis, dass sie sich in einem Trauerhaus durch den Tod des Alten befinden. Cora wird von ihren Rettern zur nächsten Station der Underground Railroad gebracht. Homer erschießt Mack und befreit Ridgeway von den Handschellen. Der Titel nimmt Bezug auf das biblische Buch der Sprichwörter. Schlusslied: Money Trees von Kendrick Lamar (feat. Jay Rock) aus dem Album good kid, m.A.A.d city |                     |                      |                      |                                       |               |                                      |
| 7 | Fanny Briggs        | Fanny Briggs         | 14. Mai 2021         | 14. Mai 2021                          | Barry Jenkins | Jihan Crowther                       |
| In der mit 20 Minuten kürzesten Episode erfolgt eine Rückblende auf das Schicksal des Mädchens Grace. Sie befindet sich noch im brennenden Haus von Martin und Ethel, als das Feuer auf die benachbarten Gebäude übergreift. Während die Dorfbewohner verzweifelt versuchen, eine Feuersbrunst zu verhindern, gelingt Grace die Flucht zu einer Station der Underground Railroad. Dort wird sie bereits von der Stationsvorsteherin Mae erwartet und soll „Zeugnis ablegen“, so wie es von allen Passagieren erwartet wird. Sie entledigt sich ihres Namens „Grace“, der ihr von Martin gegeben wurde und bekennt sich zu dem Namen, den sie von ihrer Mutter erhalten hat: „Fanny Briggs“. Schlusslied: I Wanna Be Where You Are von Michael Jackson aus dem Album Got to Be There |                     |                      |                      |                                       |               |                                      |
| 8 | Indiana Herbst      | Indiana Autumn       | 14. Mai 2021         | 14. Mai 2021                          | Barry Jenkins | Jacqueline Hoyt                      |
| Cora und Royal befinden sich in einer schwarzen Gemeinschaft auf dem florierenden Weingut der Valentines. Die Episode beginnt mit einer Rezitation der Unabhängigkeitserklärung der Vereinigten Staaten durch das Mädchen Molly. Auch der schwarze Dichter Rumsey Brooks ist zu Besuch. Das Gut wurde gegründet von dem Ehepaar Georgina und John und alle Bewohner sind freie Siedler mit dem Recht Waffen zu tragen. So erhält auch Cora von Royal Schießunterricht. Zwar haben die Valentines durch ihren vorzüglichen Wein gute Beziehungen zum örtlichen Richter, so dass kein Kopfgeldjäger das Gut ohne richterlichen Beschluss betreten darf, doch letztendlich wird Cora wegen Mordes gesucht. Mingo, ein einflussreiches Mitglied der Gemeinschaft möchte sie nicht hier haben. Zaghaften Annäherungsversuchen von Royal widersetzt sich Cora. Und so begibt sich Royal mit zwei weiteren Männern auf eine gefährliche geheime Mission. Schlusslied: Hey U von Groove Theory aus dem Album Groove Theory. |                     |                      |                      |                                       |               |                                      |
| 9 | Indiana Winter      | Indiana Winter       | 14. Mai 2021         | 14. Mai 2021                          | Barry Jenkins | Barry Jenkins                        |
| Nach Royals Rückkehr gesteht Cora ihm ihre Gefühle für ihn. Er unterstützt sie, der Gemeinschaft ihre Geschichte zu erzählen. Mingo, der sich selbst einst freikaufte und entschiedene Vorbehalte gegen „Entlaufene“ hat, hält sie für eine Gefahr. Nachdem Ridgeway Macks Leiche in der Schmiede verbrannt hat, gelangt er ebenfalls in die Stadt und auf Coras Spur. Doch Richter Smith besteht darauf, dass Ridgeway ihm einen offiziellen Haftbefehl vorweist. Mingo führt im Geheimen Verhandlungen mit dem Richter und dem weißen Geschäftsmann Hardmann. Dieser bietet Ridgeway Hilfe bei seiner Jagd an. Als die Vollversammlung gerade über Coras Aufenthalt entscheiden soll, überfallen Ridgeway und Hardmanns Leute die Siedlung, richten ein Massaker an und brennen alles nieder. Royal stirbt. Als Ridgeway Cora fängt, gelingt es ihr, ihn in der Station der Underground Railroad zu überlisten und zu erschießen. Cora und Molly lassen den verzweifelten Homer bei dem Toten zurück. Schlusslied: This is America von Childish Gambino |                     |                      |                      |                                       |               |                                      |
| 10 | Mabel               | Mabel                | 14. Mai 2021         | 14. Mai 2021                          | Barry Jenkins | Barry Jenkins und Jacqueline Hoyt    |
| In dieser Episode wird das Geheimnis um das Verschwinden von Coras Mutter geklärt. Die kräuterkundige Mabel hilft mit ihren Kenntnissen als Hebamme aus. Als die Mitsklavin Polly ihr Kind tot zur Welt bringt, wird sie als Säugamme für Zwillinge eingesetzt, deren Mutter ebenfalls bei der Geburt gestorben ist. Doch Polly wird darüber wahnsinnig und bringt sich und die Zwillinge um. Als Mabel miterleben muss, wie Pollys Mann Moses dafür bestraft wird, läuft sie wie von Sinnen in einen Sumpf. In dem Augenblick, in dem ihr bewusst wird, dass sie Cora allein lässt, und sie zurückwill, wird sie von einer Giftschlange gebissen und stirbt. Ihre Leiche wird nie gefunden. Molly und Cora gelangen mit einer Lore zur letzten Station der Underground Railroad. Molly gibt Cora das Säckchen mit Okrasamen, das sie während der Kämpfe auf Valentine retten konnte. Auf einer verlassenen Farm sät Cora diese aus. Verzweifelt und ohne Nahrung hören sie, dass sich ein Planwagen nähert. Es handelt sich um den Schwarzen Ollie, der sich einem Treck nach Westen anschließen will. Er nimmt sich der beiden Mädchen an und sie fahren in eine ungewisse Zukunft. Schlusslied: How I Got Over von Mahalia Jackson |                     |                      |                      |                                       |               |                                      |

## Rezeption

### Kritiken
Bei Rotten Tomatoes sprechen bislang 97 Prozent aller gelisteten Kritiker positiv über die Serie bei einer durchschnittlichen Bewertung von 9 der möglichen 10 Punkte. Auf Metacritic erhielt The Underground Railroad einen Metascore von 89 von 100 möglichen Punkten.

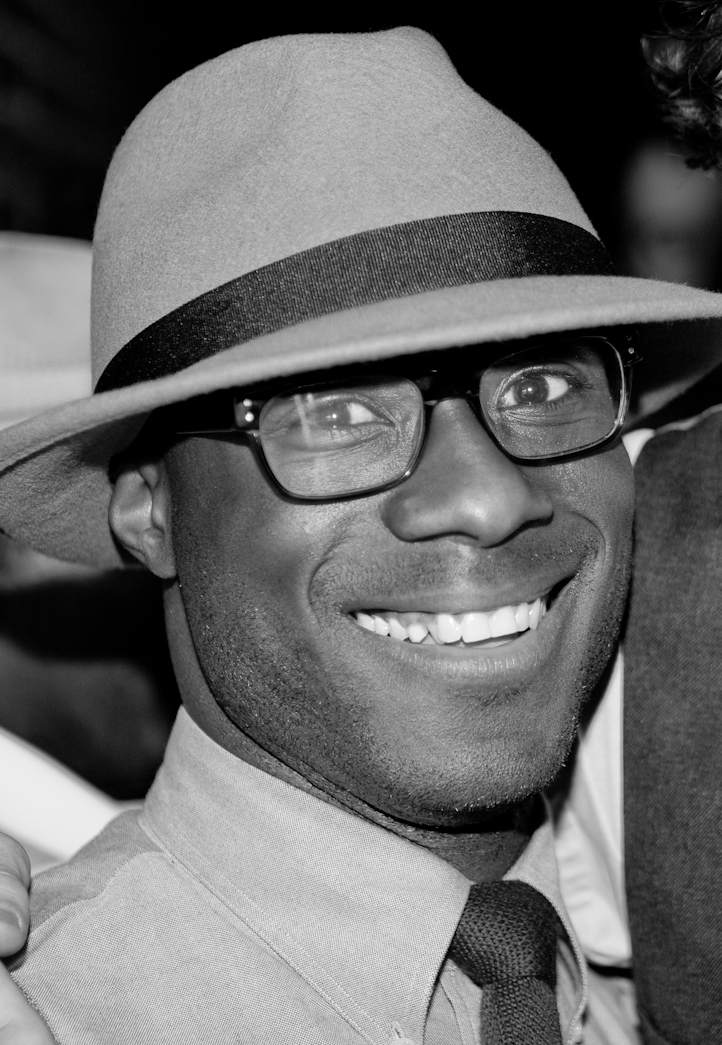
Barry Jenkins führte bei allen zehn Folgen Regie

Caryn James von der BBC schreibt, Barry Jenkins’ Eingeständnis, als Kind geglaubt zu haben, die Underground Railroad sei eine echte unterirdische Bahnverbindung gewesen, lasse ihn zu genau der richtigen Person werden, Colson Whiteheads Roman zu adaptieren, der seine Kraft schließlich aus dieser Metapher und seiner Vorstellungskraft bezieht. Die Serie vermittele eloquent das Konzept der „Erbsünde Amerikas“, der Sklaverei, in deren Folge Ungerechtigkeit und Rassentrennung bis heute anhielten. Jenkins verwende Bilder, die nicht nur die Welt um Cora herum auf ihrem Weg in Richtung Freiheit zeigten, sondern auch ihren
Geisteszustand widerspiegelten, wenn sie beispielsweise durch die verdorrte Landschaft in Tennessee zu der üppig grünen Farm in Indiana reist. Auch andere fantastischen Elemente spiegelten Coras Hoffnungen und Ängste wider, so wenn sie in ein Loch fällt, dann aber wie Alice im Wunderland zu schweben beginnt.
Daniel Fienberg von The Hollywood Reporter erklärt, jedes Kapitel führe Cora an Orte, die wirkten, als seien sie ihrem Leben auf der Plantage vorzuziehen, wo sie jedoch anderen, sehr unterschiedlichen Formen von Rassismus begegnet, jede dieser auf ihre Art heimtückisch. Fienberg nennt als Beispiele die Gemeinde in South Carolina mit ihren eugenischen Experimenten oder einen Ort, wo die unternehmerische Selbstverwirklichung von Schwarzen größere Priorität zu haben scheint, als die Hilfe für entflohene Sklaven.
Sandra Kegel schreibt in der Frankfurter Allgemeinen Zeitung, Jenkins gelinge in den besten
Momenten der Serie mit fiebertraumartigen Szenerien umzusetzen, was die Vorlage anstrebt: „über die authentische Rekonstruktion der
verheerenden Ära der amerikanischen Sklaverei hinaus zu den strukturellen Wurzeln des Rassismus vorzudringen.“ Jenkins setze dabei auf robuste filmische Effekte, die den Horror der Baumwollplantage in Georgia, in der Cora und ihre Leidensgenossen ausgebeutet, gefangen gehalten und gequält werden, nicht nur bis an die Grenze des Vorstellbaren, sondern auch des bildlich Erträglichen zeigten. Mit einer Soundgestaltung wie dem Bellen der Hunde, dem Knallen der Peitschen und dem Schießen der Gewehre habe Jenkins auch eine fortwährende akustische Drohkulisse errichtet, wie sie die Gepeinigten ohne Unterlass erleben. Die Serie zeige nicht nur, wie Männer aufgehängt und Frauen erschlagen oder Menschen bei lebendigem Leib verbrannt werden, sondern schildere in Szenen, die mit zum Unerträglichsten gehören, wie Unterdrückte aus blanker Verzweiflung Kollaborateure werden, und so male Jenkins anders als die Vorlage den Schmerz mit allen ihm zur Verfügung stehenden Mitteln aus. Getragen werde das Ganze wesentlich von der Schauspielerin Thuso Mbedu, der es gelinge, den verschiedenen Erfahrungswelten mimisch mit so erstaunlich großer Varianz zu begegnen, dass bisweilen der Eindruck entstehe, man habe es mit verschiedenen Darstellerinnen zu tun, so Kegel. Die Grunderfahrung ihrer Figur aber, dass sich jede Hoffnung nur zu bald als neuerlicher Trugschluss erweist, sobald sie aus der Tiefe des Erdreichs ins Tageslicht tritt, bleibe dabei konstant. Der spekulativen Transit-Metapher der „Underground Railroad“ gelinge es dafür umso überraschender, das Geschehen seinem zeitlichen Rahmen zu entziehen, und so gebe die Serie denen, deren Geschichte durch Unrecht verdrängt worden ist, während andere ihre Herkunft über Generationen zurückverfolgen können, eine alternative Geschichte und eine Vergangenheit.

### Empfehlung für Unterrichtseinsatz
Das Onlineportal kinofenster.de empfiehlt die Serie ab der 11. Klasse für die Unterrichtsfächer Englisch, Ethik, Geschichte, Politik und Kunst und bietet Materialien zum Film für den Unterricht. Dort schreibt Jan-Philipp Kohlmann, wenn Jenkins die Zeit der Sklaverei assoziativ mit dem systemischen Rassismusfall einer späteren Epoche, nämlich der Tuskegee-Syphilis-Studie verknüpft, böten sich die visuellen Symbole und die teils subjektiv inszenierte Perspektive einer schwarzen Frau für eine Sequenzanalyse an und die Besprechung der Frage: „Wie verändert die Serie den Blick auf Sklaverei durch ihren magisch-realistischen Stil?“

### Auszeichnungen
Vom American Film Institute wurde The Underground Railroad in die Top 10 der besten Fernsehserien 2021 aufgenommen. Im Folgenden weitere Auszeichnungen und Nominierungen.
American Society of Cinematographers Awards 2022
- Auszeichnung in der Kategorie Motion Picture, Limited Series or Pilot Made for Television (James Laxton, für Chapter 9)[53]

BAFTA Television Awards 2022
- Auszeichnung in der Kategorie International[54]

Camerimage 2021
- Nominierung im Serienwettbewerb[55]

Critics’ Choice Television Awards 2022
- Nominierung als Beste Miniserie
- Nominierung als Beste Hauptdarstellerin in einem Fernsehfilm oder einer Miniserie (Thuso Mbedu)
- Nominierung als Bester Nebendarsteller in einem Fernsehfilm oder einer Miniserie (William Jackson Harper)

Directors Guild of America Awards 2022
- Auszeichnung in der Kategorie Television Movies and Limited Series (Barry Jenkins)[56]

Golden Globe Awards 2022
- Auszeichnung in der Kategorie Best Limited Series, Anthology Series or a Motion Picture made for Television

Golden Reel Awards 2022
- Nominierung in der Kategorie Achievement in Sound Editing – Limited Series or Anthology (Chapter 9: Indiana Winter)[57]

Gotham Awards 2021
- Nominierung in der Kategorie Breakthrough Series – Long Format (over 40 minutes)
- Auszeichnung in der Kategorie Outstanding Performance in a New Series (Thuso Mbedu)[58][59]

Independent Spirit Awards 2022
- Auszeichnung in der Kategorie Best Female Performance in a New Scripted Series (Thuso Mbedu)[60]

Primetime-Emmy-Verleihung 2021
- Nominierung als Beste Miniserie

Producers Guild of America Awards 2022
- Nominierung in der Kategorie Limited or Anthology Series Television[61]

USC Scripter Awards 2022
- Nominierung für das Beste Drehbuch für eine Fernsehserie (Folge “Indiana Winter”, Barry Jenkins)[62]

World Soundtrack Awards 2021
- Nominierung als Television Composer of the Year (Nicholas Britell)[63]

Writers Guild of America Awards 2022
- Nominierung in der Kategorie Adapted Long Form[64]

## Themen und Motive

### Alternative Geschichtsschreibung als Korrektiv der US-amerikanischen Kulturgeschichte
Roman und Serie üben sich in alternativer Geschichtsschreibung. So ist The Underground Railroad auch ein Korrektiv der US-amerikanischen Kulturgeschichte und ein Denkmal für das Leben der Afroamerikaner in Vergangenheit und Gegenwart.
Patrick Heidmann von der taz bemerkt, gerade weil er ein leicht verzerrtes Spiegelbild der US-amerikanischen Geschichte präsentiert, werde Jenkins’ Blick besonders klar und eindringlich, was er auch eindrucksvoll in einem begleitenden Kurzfilm mit dem Titel The Gaze gezeigt habe. Dem bis heute nicht verarbeiteten Trauma der Sklaverei komme The Underground Railroad mit seiner Konzentration auf die Gesichter und den mitunter unerwarteten narrativen Aufbau näher als es selbst einem Film wie 12 Years a Slave gelungen ist, so Heidmann. Auch sei die Serie spannender und entsetzlicher als dezidierte Horrorserien wie Them oder Lovecraft Country, die den menschenverachtenden Umgang mit schwarzen Menschen in den USA vor allem als Genre-Elemente zu nutzen schienen.
Jan-Philipp Kohlmann schreibt im fluter – Magazin der Bundeszentrale für politische Bildung, die Offenheit von The Underground Railroad, also der Wechsel zwischen Historischem und Fantastischem, sorge dafür, dass man beim Schauen immer wieder Fiktion mit der realen Gegenwart abgleichen will. So frage man sich zum Beispiel, ob der Kopfgeldjäger Ridgeway als historischer Vorläufer für die anhaltende Gewalt, die US-amerikanische Polizisten heute gegenüber Schwarzen ausüben, interpretiert werden könnte oder ob die Untergrundbahn, die sich als Leitmotiv durch die Serie zieht, nicht auch für ein Gefühl steht, das derzeit die Black-Lives-Matter-Bewegung antreibt, für einen solidarischen Schutzraum abseits der weißen Macht.

### Okra – Cora trägt das Erbe ihrer Vorfahren bei sich

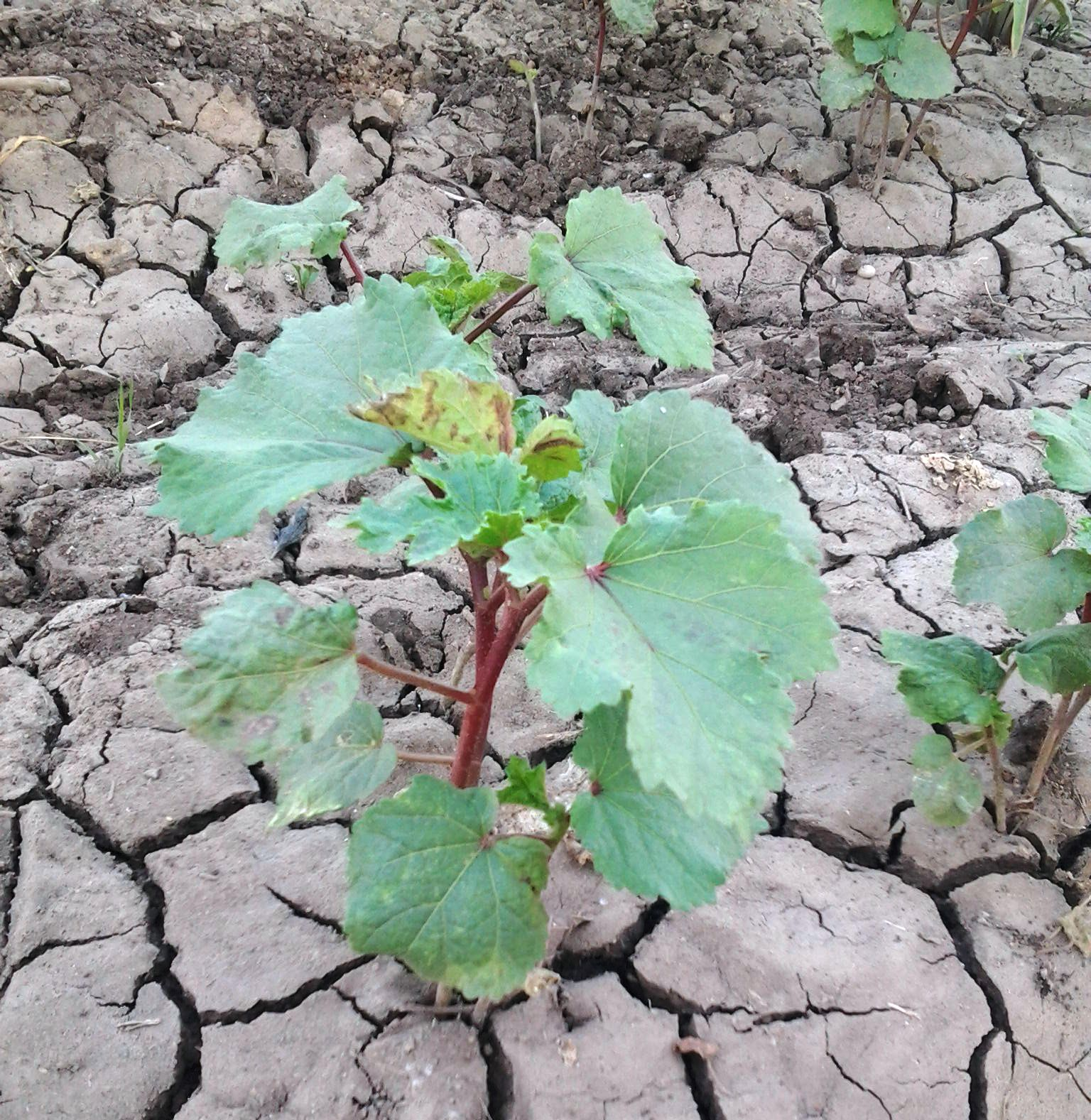
Okra

Die Pflanze Okra ist im Buch ohne besondere Bedeutung.
In der Serie sind Okra-Samen jedoch ein wichtiges, von Jenkins bewusst eingefügtes Element. Okra zählt zu den Malvengewächsen und stammt ursprünglich aus dem afrikanischen Raum. Sie gilt als eines der ältesten Gemüse der Welt. Im 18. Jahrhundert kam die Pflanze, nicht zuletzt durch den Sklavenhandel, nach Süd- und Nordamerika.
Neben ihren persönlichen Missbrauchserfahrungen sind es Okra-Samen, die Cora mit auf ihre Reise nimmt. Ein kleines Säckchen mit diesen hatte ihre Mutter ihr hinterlassen. Einst von Afrikanern nach Amerika gebracht stellen sie das letzte Überbleibsel des Gartens dar, den ihre Mutter vor ihrem Verschwinden auf der Plantage pflegte. Die Serie zeigt Okra als eine widerstandsfähige Pflanze. Zudem sind Okra und Cora klangliche Anagramme.
In Folge 10 taucht die Kamera in den Randall-Sumpf, wo Mabel den Tod fand, und die Schwärze dort geht in die Dunkelheit des unterirdischen Tunnels über, an dessen Ende Cora und Molly von dem Handwagen steigen. Im Freien schaufelt Cora ein kleines Loch für die Okra-Samen, wobei ihre Tränen zu Boden fallen. Für Cora ist dies ein Moment, einen Neuanfang zu wagen.

### Referenzierungen
Die Serie Roots

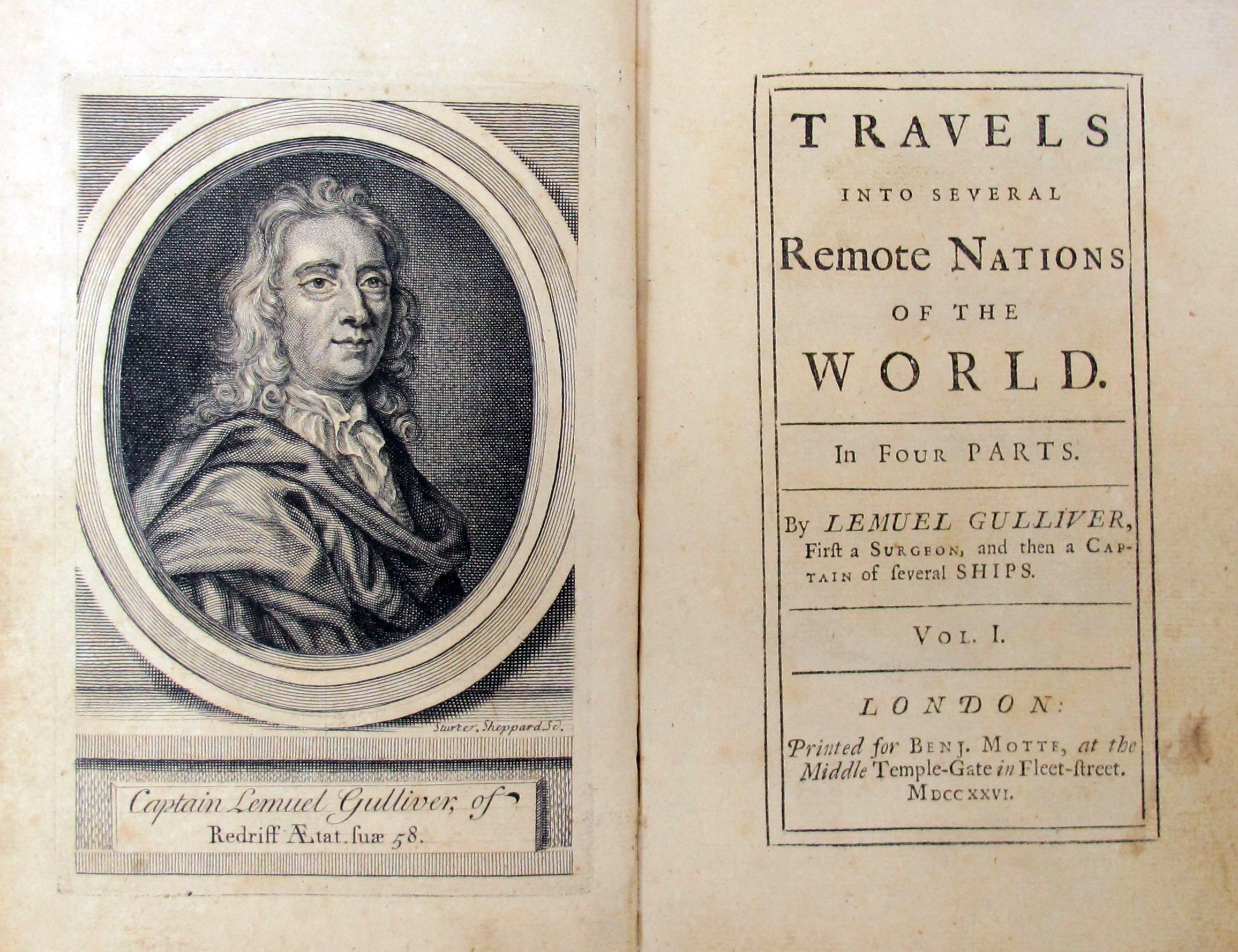
Die Erstausgabe von Gullivers Reisen

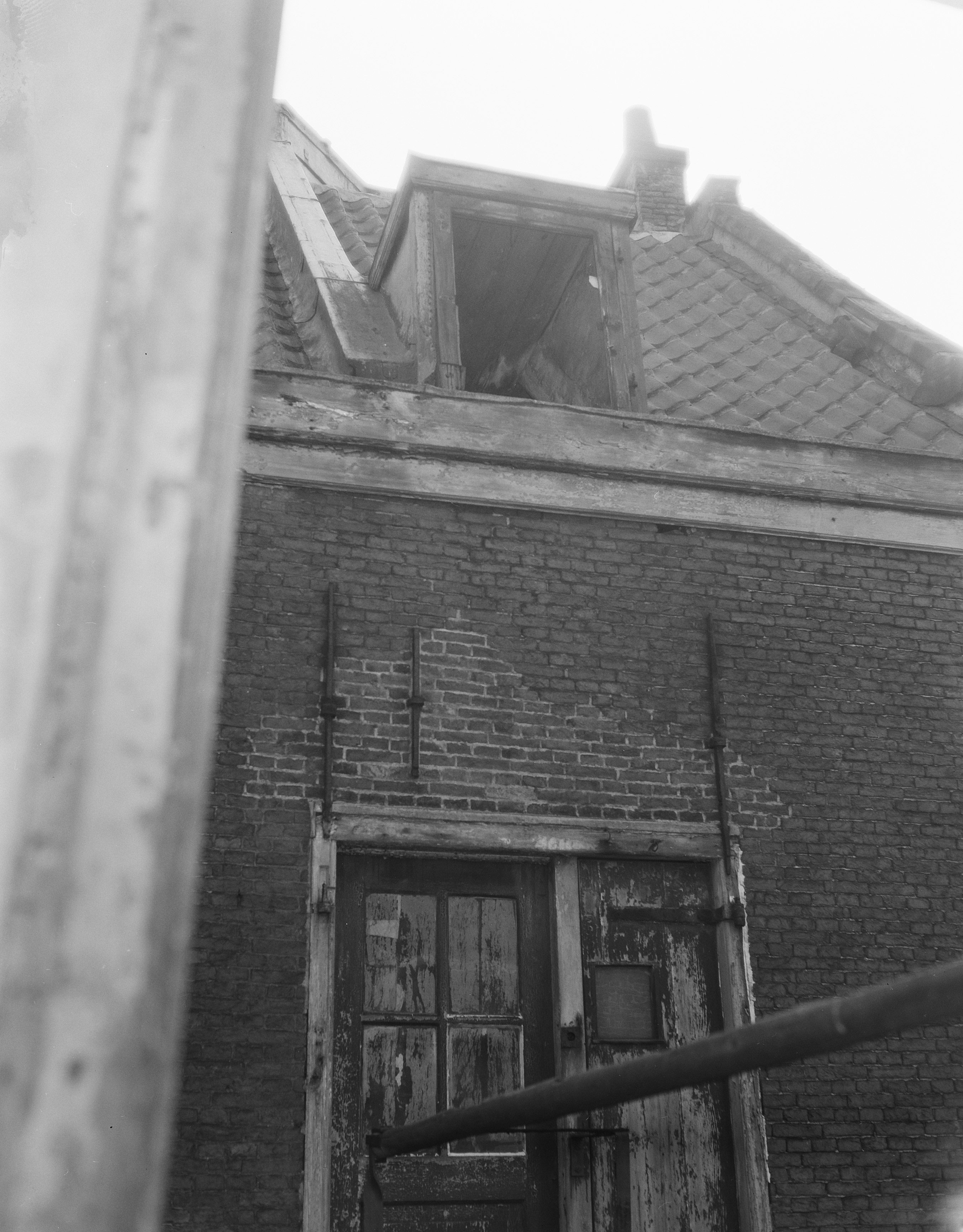
Der Dachboden auf dem sich Anne Frank versteckte

Auch wenn sich The Underground Railroad  in erster Linie auf Einzelschicksale konzentriert, bemerken Kritiker, ein Vergleich mit Roots sei unvermeidlich. Diese Mini-Fernsehserie nach dem Roman Wurzeln, die beginnend um die Mitte des 18. Jahrhunderts die Geschichte von insgesamt sieben Generationen einer afroamerikanischen Familie erzählt, stammt aus dem Jahr 1977.
Gullivers Reisen
Der gebildete Caesar liest auf der Flucht zu seinem eigenen Vergnügen und zur Unterhaltung anderer das Buch Gullivers Reisen in der Originalfassung mit dem Titel Travels into Several Remote Nations of the World in Four Parts By Lemuel Gulliver, first a Surgeon, and then a Captain of Several Ships, das ihm Fletcher gegeben hat. Darin bringt der Autor Jonathan Swift seine Verbitterung über zeitgenössische Missstände und seine Auffassung von der Relativität der menschlichen Werte zum Ausdruck. Die berühmte Satire über korrupte Regierungen und über die menschliche Natur im Allgemeinen, die Caesar auch in der Romanvorlage liest, ist für ihn von besonderer Bedeutung, weil er sich wie der fiktive Gulliver danach sehnt, eine Reise anzutreten, die damit endet, seinen Weg nach Hause zu finden. Seine Reise tritt Caesar im Gegensatz zu Gulliver jedoch nicht von seinem „Zuhause“ aus an, da er nicht weiß, wo sich dieses befinden könnte. Buch und Geschichte sind ein ironisches Symbol, da auch diese Korruption zu Caesars Versklavung geführt hatte. Auch insgesamt gestaltet sich die Reise, die die flüchtige Protagonistin Cora in The Underground Railroad durch die verschiedenen Bundesstaaten unternimmt und sie dabei an surrealistische und fantastische Orte führt, ähnlich der von Gulliver.
Harriet Jacobs und Anne Frank
Als Cora nach North Carolina in eine Gemeinde vermeintlicher gottesfürchtiger Menschen gelangt und von ihrem Versteck unter dem Dachboden durch ein winziges Guckloch mitansehen muss, wie man an den Menschen, die ihr geholfen haben, Gräueltaten begeht, ist dies nicht nur eine Anspielung auf das reale Schicksal der geflohenen Sklavin Harriet Jacobs, die sieben Jahre in einer solchen Kammer zubringen musste. Auch die Geschichte von Anne Frank, die sich auf einem Dachboden in Amsterdam versteckte, wird von Jenkins durch diese Szenen aufgegriffen.